# 里士满大学
里士满大学（University of Richmond）是美国一所顶尖的私立文理大学。里士满大学位于弗吉尼亚州里士满的西郊。学校于1830年建立。2014年《美國新聞與世界報道》將其列在“全國文理學院”排名中的第25位。